# Orphée (Louis Lully)
Orphée (česky Orfeus) je francouzská opera (tragédie lyrique) od Louise Lullyho a Jean-Baptiste Lullyho (mladšího), libreto sepsal Michel du Boulay. Opera měla premiéru 21. února 1690 v Pařížské opeře.
Dílo sestává z prologu a pěti dějství, podobně jako většina tragédie lyrique.